# Глафира (гетера)
Глафи́ра (греч. Γλαφύρα; I век до н. э.) — древнегреческая гетера, жившая в I веке до нашей эры. Глафира славилась своей красотой, обаянием и обольстительностью. Её брак с Архелаем Старшим из Каппадокии принёс ей политическую власть. Её поздний роман с Марком Антонием послужил источником для вульгарной поэмы Октавиана Августа.

## Жена Архелая
Глафира была родом из Каппадокии, её происхождение неизвестно. Глафира вышла замуж за каппадокийского аристократа по имени Архелай, верховного жреца, правителя храмового государства Комана в Каппадокии. Он был верховным жрецом римской богини войны Беллоны. Выйдя замуж за Архелая, Глафира стала правительницей храмового государства. Отец Архелая с тем же именем происходил от понтийского царя Митридата VI.
Глафира родила Архелаю двух сыновей:
- Архелай Сисин[6], также известный как царь Архелай Филопатор, правивший Каппадокией с 36 г. до н. э. по 17 г. н. э., вассал Рима[7].
- Сисин[8]

В 47 году до нашей эры римский диктатор Гай Юлий Цезарь после завершения своей победоносной военной кампании над триумвиром Помпеем низложил Архелая с его должности первосвященника и лишил власти над Команой. Архелай был заменён на другого древнегреческого аристократа, известного под именем Ликомед. Помпей был покровителем семьи Архелая, и именно он назначил отца супруга Глафиры верховным жрецом, правителем храмового государства Комана. Некоторое время спустя Архелай умер в неизвестном месте. После его смерти Глафира осталась в Каппадокии со своими сыновьями. Её можно было рассматривать как вдову династии Команы.

## Роман с Антонием
Много лет спустя Глафира стала одной из любовниц римского триумвира Марка Антония. Своими стараниями Глафира оказывала влияние на Марка Антония и побудила его назначить своего первого сына царём Каппадокии. В 36 году до н. э. он низложил со своего трона и казнил Ариарата X, царя Каппадокии, и назначил Архелая его преемником.
Глафира, по-видимому, была влиятельной женщиной при царском дворе и занималась внутренней политикой в Каппадокии. О силе её влияния может свидетельствовать современная ей инвектива о времени Перузинской войны 41 года до н. э., представляющая собой откровенные и известные стихи, которые триумвир Октавиан сочинил о Марке Антонии, который был сильно увлечён Глафирой, ссылаясь при этом на жену Марка Антония Фульвию:
|  | Под предлогом, что Антоний натягивает Глафиру, Фульвия принуждает меня также натягивать и её... Меня? Чтобы я натягивал Фульвию? А если Маний попросит меня всадить ему в зад? Нет! Надо быть дураком. Но «натягивай меня или мы будем воевать», - говорит она. Что если мой член для меня дороже жизни? Трубите ж в трубы! |

Quod futuit Glaphyran Antonius, hanc mihi poenam

Fulvia constituit, se quoque uti futuam.

Fulvia ego ut futuam? Quid si me Manius oret

pedicem, faciam? Non puto, si sapiam.

«Aut futue, aut pugnemus» ait. Quid quod mihi vita

carior est ipsa mentula? Signa canant!